# Abubakar Shekau
Abubakar Shekau, též zvaný Darul Tawhid, Abacha Abdullahi Geidam nebo Damasack, narozený mezi lety 1965 a 1975 v Nigeru nebo severní Nigérii, byl od roku 2009 do své smrti v květnu 2021 šéfem džihádistického uskupení Boko Haram, hlásícího se do roku 2015 k Al-Káidě. Podle reportáže The Wall Street Journal napadli bojovníci západoafrické větve znepřáteleného Islámského státu jeho úkryt a Shekau raději odpálil svou sebevražednou vestu.

## Život a kariéra
Abubakar Shekau se podle některých zpráv narodil v Nigeru, podle jiných ve vesnici Shekau na severovýchodě Nigérie, ve federálním státě Jobe. Přesné datum jeho narození není známé, ví se jen, že to bylo mezi lety 1965 a 1975. Vyrůstal v chudinské čtvrti v Maiduguri na severovýchodě Nigérie. Pocházel ze kmene Kanuri, mluvil rodnou hauštinou, arabsky a anglicky. Krátce po útocích na Světové obchodní centrum se setkal s kazatelem Mohamedem Yusufem, který roku 2002 založil islámské hnutí Boko Haram. Shekau se k jeho skupině připojil, začal vést ozbrojený boj, organizoval teroristické akce, a tak si postupně vydobyl popularitu a uznání.
Poté, co byl během rozsáhlého vládního útoku zabit zakladatel hnutí Yusuf, objevil se Shekau v červenci 2010 ve videozáznamu, v němž se prohlašuje za nového vůdce Boko Haram a slibuje, že bude pokračovat v bojích proti vládě. Boko Haram se pod jeho vedením změnil na profesionální teroristickou organizaci.
Od dubna 2011 znásobil počet svých útoků proti křesťanským kostelům, vlakovým nádražím, hotelům, restauracím, kde se prodávají alkoholické nápoje (islám vyžaduje prohibici), veřejným a vládním budovám. Cílem bylo sesadit křesťanského prezidenta Nigérie Goodluck Jonathana.
V červnu 2012 vypsaly Spojené státy na hlavu Abubakara Shekau odměnu ve výši 7 milionů amerických dolarů. Menší odměnu vypsala i nigerijská armáda.
Avšak Abubakar Shekau se několikrát úspěšně vyhnul pokusům o atentát. Nigerijská armáda ho dvakrát prohlásila za mrtvého (20. srpna 2013 a 19. září 2014), Shekau tyto informace v obou případech vyvrátil novou videonahrávkou.
Boko Haram se pod jeho vedením stala nejsmrtonosnější teroristickou organizací na světě, ročně má na svědomí přes 3 000 mrtvých. Využívá chaosu a korupce v nigerijské společnosti. Zbraně získává přepadáváním kasáren, útočí na věznice, ve kterých jsou drženi jejich sympatizanti, vypaluje celá města (lze rozpoznat i na satelitních snímcích), útočí na pracovníky WHO, kteří chtějí tamější populaci proočkovat proti dětské obrně. Kvůli bojům v severní Nigérii již muselo uprchnout na jeden a půl milionu lidí, zbytek žije ve strachu, chaosu a stále se prohlubující chudobě. Protože brání ženám ve vzdělání, vytváří se začarovaný kruh chudoby i do budoucna.